# ズブルチ川
ズブルチ川（ズブルチがわ、ウクライナ語: Збруч）はウクライナ西部を流れるドニエストル川の支流である。
全長247km、流域面積3330km² 。ポジーリャ高地(ru)を水源とし 、テルノーピリ州、フメリニツキー州の境界線を流れている。カームヤネツィ＝ポジーリシクィイ付近でドニエストル川に合流する。 
ズブルチ川沿いには、17世紀のクドルィンツィ城(ru)、14世紀のチョルノコズィンツィ城(ru)、メドボルィ自然保護区(ru)、ポジリシキ・トウトルィ国立公園(ru)がある。また、川沿いのフシャトィン(ru)では9世紀ごろのものと推定されるズブルチの偶像が発見された。